# Kostel svatého Jana Nepomuckého (Hřensko)
Kostel svatého Jana Nepomuckého stojí v centru Hřenska, v okrese Děčín. Jedná se o nejníže položený kostel na území České republiky. Nacházejí se uprostřed obce v hlubokém údolí podél ústí říčky Kamenice. Od roku 1966 je chráněn jako kulturní památka.

## Historie
Kostel byl vystavěn v letech 1786–1787, údajně na podnět císaře Josefa II., který se v místě zastavil cestou do Děčína a moc se divil, jaké strastiplné putování přes hluboké skalní rokle musejí místní věřící podstoupit na cestě za slovem Božím. Následně sloužil potřebám původně dřevařské obce. Během existence ho několikrát poškodily povodně, včetně jedněch z posledních v roce 2002, kdy výška vody dosáhla téměř až oken kostela, jak dokazují značky umístěné v interiéru na pravé straně vedle oltáře. Následně byl obnoven a dnes slouží především potřebám zdejší vietnamské katolické komunity.

## Popis

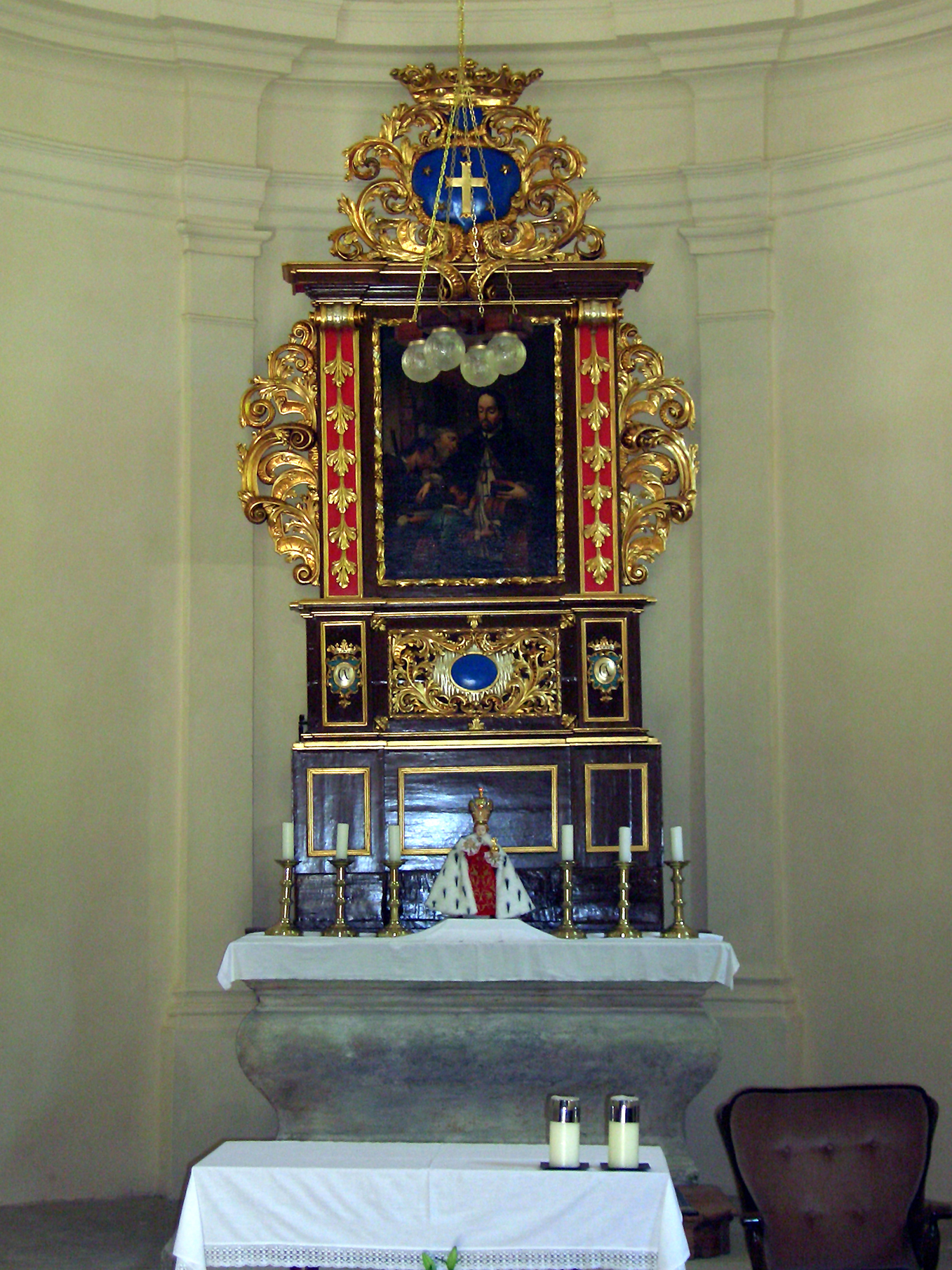
Hlavní oltář v kostele v Hřensku

Jedná se o jednolodní kostel, vystavěný v období pozdního baroka se zkosenými nárožími. Má užší, oble uzavřený presbytář. Po východní straně presbytáře je pravoúhlý přístavek. Nad průčelím je nízká věžička. Hlavní průčelí je s třemi lizénovými rámci. V ose průčelí je kasulové okno s klenákem ve vrcholu a nad ním kladí proložené polokruhem. Průčelí je zakončeno atikou s pilířky. Uprostřed se nachází dřevěná zvonice se zkosenými rohy, k ní se nad boční částmi fasády pojí hladké křídlaté zdi. Před průčelím je dřevěná předsíň. Boční stěny kostela jsou členěny rámci o zdvojených lizénách a kasulovými okny.
Presbytář, východním směrem orientovaný, má valenou klenbu s dvěma lunetami a plochou klenbou s dvěma pásy. Závěr kostela v interiéru je členěn dvěma přízedními pilíři se zapuštěnými pilastry a dvěma pilastry, nad nimiž se vylamuje kladí. Loď má mělké pilíře, na nimiž se nachází dvojice pilastrů. Mohutným vylamovaným kladím je loď sklenuta zploštelou valenou klenbou s pásem, lunetami nad okny a zářezy nad zkosenými rohy. Kruchta kostela je dřevěná.
Hlavní oltář pocházející z roku 1710, přenesený sem byl patrně z některého ze zrušených kostelů, byl rekonstruován po povodni v roce 2002. Je na něm obraz sv. Jana Nepomuckého. Další vybavení, které nahradilo původní historizující vybavení z 19. století a bylo zničeno povodní, pochází ze začátku 21. století.
Před vstupem do kostela stojí socha sv. Jana Nepomuckého z roku 1756.

### Varhany
Dvoumanuálové varhany s pneumatickou trakturou pocházejí z dvacátých let z dílny pražského stavitele Josefa Růžičky z Břevnova. Vkusná pseudoslohová skříň ukrývá starý pozitiv Franze Mullera z Janova z roku 1872, který spolu se šesti rejstříky byl použit pro stavbu nového nástroje, nyní celkem desetirejstříkového. Dispozice je ekvální – romantická, pro malý kostelík až předimenzovaná.
Hrací stůl a klaviatura jsou zachovalé, stářím však značně sešlé. Vratná pera pro II. manuál jsou všechna popraskaná. Rejstříkové sklopky jsou nefunkční.
Měch celistvý, ale nefunkční. Pohon kalkantem a dmychadlem, umístěným na půdě. Elektroinstalace ze 70. let.
Pedálové píšťaly Subbas 16´ a Bordun 8´, umístěné v zadní (západní stěně) kostelíka, jsou silně napadeny červotočem. Lavičky a vzdušnice nesou stopy po červotoči, ale především je na nich letitý nános špíny a prachu. Též výplně varhanní skříně jsou silně napadeny červotočem, dvě z nich jsou již naprosto nepoužitelné.
Principálová řada má první C,Cis a D v horní části krepování, též C a Cis Flétny 8´. Jeden z krepů Principálu 8´je odlomen. Prospekt zinkový, natřený stříbřenkou.
4 píšťaly Mixtury v diskantu chybí. (podle nánosu prachu na píšťalnici jde o velmi starou záležitost).
Flétnový dřevěný fond je též napaden červotočem, ale v menším rozsahu než píšťaly v pedálu.
Veškeré kožené elementy, zejména míšky, jsou zkřenčelé (rozsýpají se na prach).
Ve dnech 28.9. – 4 10.2002 provedl prohlídku varhan Josefa Růžičky z Břevnova Jan Záhora st., děčínský regenschori, po katastrofální katastrofální povodní, kdy voda dosáhla úrovně pedálnice. Následně pozvaná restaurátorská firma ORGANA s.r.o. Kutná Hora po prvotní prohlídce vyčíslila náklady na rekonstrukci ve výši 600 000 Kč. Prioritním úkolem je zbavit se dřevokazných elementů – červotoče a dřevomorky domácí, nápravu částečně sjednal zásah pana Jana Záhory st. impregmací Lignofixem. Pro značně zkřenčelý a zplesnivělý hrací stůl se navrhuje jeho převoz nejprve do ozařovny paprsky Gama a poté do restaurátorské dílny. Měch, vzduchové hospodářství včetně vzdušnic a píšťal lze provádět na místě. Celkový stav je však značně tristní.